# Achada da Cruz
Achada da Cruz é um sítio povoado da freguesia de Santana, concelho de Santana, Ilha da Madeira.

## O acidente Maior em 1971
Em 23 de agosto de 1971 um grande veículo de construção estava caindo de uma montanha perto da estrada principal e matou quatro pessoas, incluindo José de Freitas. José de Freitas nasceu em 1914 e morto no acidente com a idade de 57 e após 7 dias, seu filho nasceu e foi o filho não teve a oportunidade de conhecer seu pai. 

## História da Achada da Cruz
a estrada foi construída na década de 1930